# Helina discolor
Helina discolor este o specie de muște din genul Helina, familia Muscidae. A fost descrisă pentru prima dată de Stein în anul 1911. Conform Catalogue of Life specia Helina discolor nu are subspecii cunoscute.